# 1926 a jogalkotásban
1926-ban az alábbi jogszabályokat alkották meg:

## Magyarország

### Törvények
- 1926. évi I. törvénycikk  Az Állandó Nemzetközi Bíróság Szabályzatának elfogadásáról
- 1926. évi II. törvénycikk Az Amerikai Egyesült Államok vagy állampolgáraik által támasztható kárigények mikénti elbírálására vonatkozólag az Amerikai Egyesült Államokkal és az Osztrák Köztársasággal 1924. évi november hó 26-án Washingtonban kötött megállapodás becikkelyezéséről
- 1926. évi III. törvénycikk Az 1926. évi június hó végéig viselendő közterhekről és fedezendő állami kiadásokról
- 1926. évi IV. törvénycikk A kincstári házhaszonrészesedés megszüntetéséről, a beruházásokról és egyéb pénzügyi természetű rendelkezésekről
- 1926. évi V. törvénycikk Franciaországgal 1925. évi október hó 13-án kötött kereskedelmi egyezmény becikkelyezéséről
- 1926. évi VI. törvénycikk Egyes külállamokkal való kereskedelmi és forgalmi viszonyaink ideiglenes rendezéséről
- 1926. évi VII. törvénycikk A mezőgazdasági népesség érdekeit szolgáló népiskolák létesítéséről és fenntartásáról
- 1926. évi VIII. törvénycikk  A pénzbüntetésekre és a pénzbírságokra vonatkozó egyes rendelkezésekről
- 1926. évi IX. törvénycikk A Spanyol Királysággal kötött, 1925. évi június hó 17-én Madridban aláírt kereskedelmi egyezmény becikkelyezéséről
- 1926. évi X. törvénycikk A vámügyi természetű alakiságok egyszerűsítése céljából Genfben 1923. évi november hó 3-án kelt nemzetközi egyezmény becikkelyezéséről
- 1926. évi XI. törvénycikk Az építkezések előmozdítását célzó intézkedésekről szóló 1925. évi XVIII. tc. kiegészítéséről
- 1926. évi XII. törvénycikk Az Osztrák Köztársasággal Budapesten 1924. évi augusztus hó 29-én a légi forgalom szabályozása tárgyában aláírt ideiglenes szerződés becikkelyezéséről
- 1926. évi XIII. törvénycikk A Pénzintézeti Központról szóló 1920:XXXVII. törvénycikk egyes rendelkezéseinek módosításáról
- 1926. évi XIV. törvénycikk A m. kir. postatakarékpénztárra vonatkozó törvények egyes rendelkezéseinek módosítása tárgyában
- 1926. évi XV. törvénycikk Az 1925/26. és az 1926/27. évi állami költségvetésekről
- 1926. évi XVI. törvénycikk A magánalkalmazottak nyugdíjának, özvegyeik és árváik ellátási járandóságának átértékeléséről
- 1926. évi XVII. törvénycikk A Budapest Székesfőváros egyes kölcsöntartozásai tekintetében létrejött egyezménnyel kapcsolatos rendelkezésekről
- 1926. évi XVIII. törvénycikk Az Ausztriával 1926. évi április hó 9-én kötött kereskedelmi pótegyezmény becikkelyezéséről
- 1926. évi XIX. törvénycikk A polgári eljárásra vonatkozólag az 1905. évi július hó 17-én Hágában kelt és az 1909:XIV. törvénycikkbe iktatott nemzetközi egyezmény 27. Cikkének módosítása céljából az 1924. évi július hó 4-én Hágában kelt Jegyzőkönyv becikkelyezése tárgyában
- 1926. évi XX. törvénycikk A házasság érvényességéről, a házasság felbontásáról és a kiskorúak gyámságáról 1902. évi június hó 12-én Hágában kötött s az 1911:XXI., XXII. és XXIII. törvénycikkbe iktatott, valamint a teljeskorúak gyámságára vonatkozólag 1905. évi július hó 17-én Hágában kelt és az 1912:LII. törvénycikkbe iktatott négy nemzetközi egyezményhez az 1923. évi november hó 28. napján Hágában letett négy Jegyzőkönyv becikkelyezése tárgyában
- 1926. évi XXI. törvénycikk Az Amerikai Egyesült-Államokkal kötött 1925. évi június hó 24-én Washingtonban kelt Barátsági, Kereskedelmi és Konzuli Szerződés becikkelyezéséről
- 1926. évi XXII. törvénycikk Az országgyűlés felsőházáról
- 1926. évi XXIII. törvénycikk A Magyar Királyi Folyam- és Tengerhajózási Részvénytársasággal kötendő szerződés becikkelyezéséről
- 1926. évi XXIV. törvénycikk  A leányközépiskoláról és a leánykollégiumról